# Egils Levits

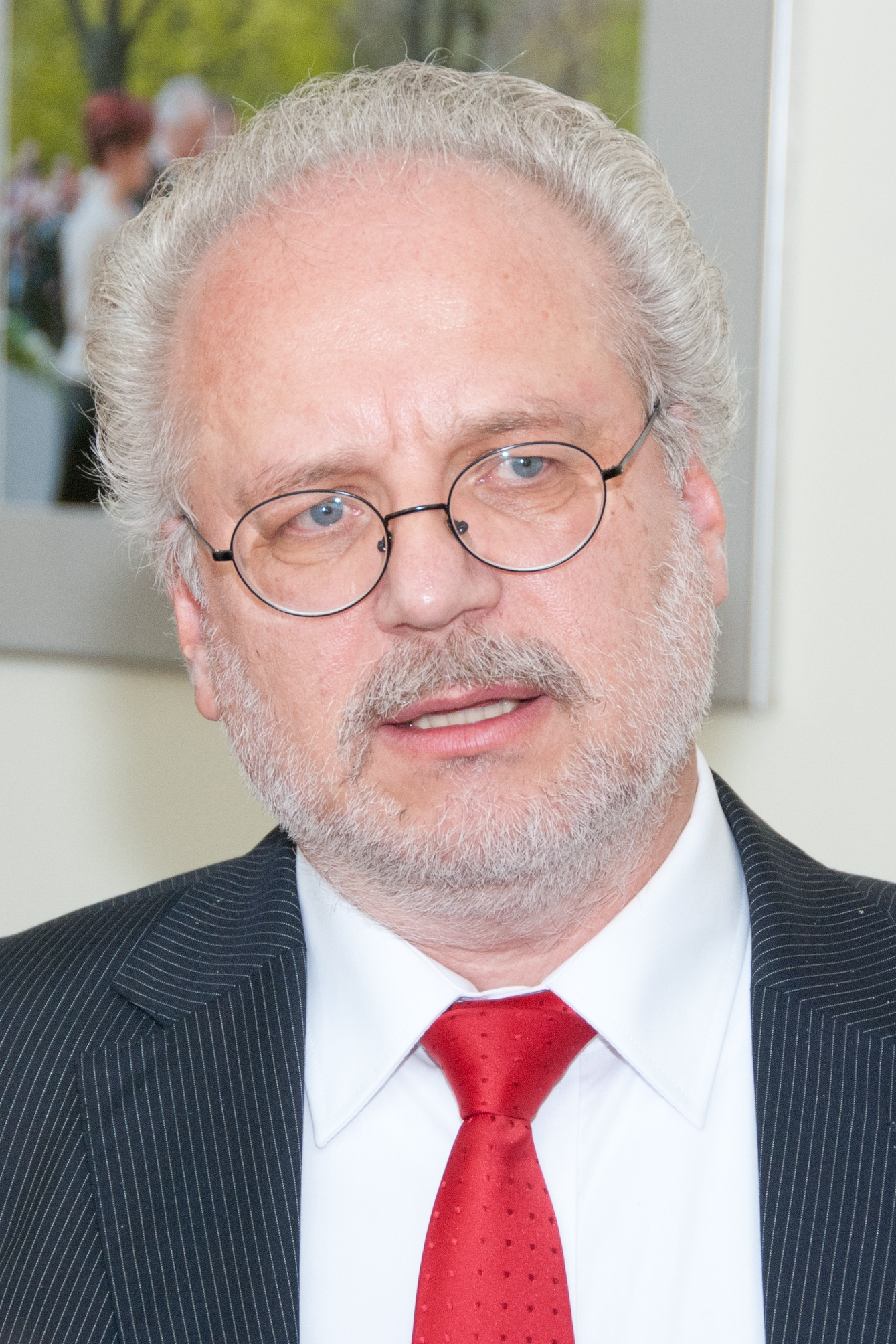
Egils Levits

Egils Levits (Riga, 30 juni 1955) is een Lets politicus en voormalig rechter. Van 8 juli 2019 tot 8 juli 2023 was hij de president van Letland.
Levits, die partijloos is, was eerder parlementslid, minister van justitie en rechter bij het Hof van Justitie van de Europese Unie. Op 29 mei 2019 werd hij door de Saeima verkozen tot president als opvolger van Raimonds Vējonis. Op 8 juli vatte hij het ambt aan. Hij werd op 8 juli 2023 opgevolgd door Edgars Rinkēvičs.
- Bibsys: 13010813
- CiNii: DA10635552
- Gemeinsame Normdatei: 134119169
- International Standard Name Identifier: 0000 0001 1642 8237
- Library of Congress Control Number: n90671309
- Nationale Bibliotheek van Letland: 000107660
- Nationale Bibliotheek van Israël: 987007391431805171
- Nederlandse Thesaurus van Auteursnamen: 331067250
- Réseau des bibliothèques de Suisse occidentale: 02-A008736139
- Système universitaire de documentation: 171467264
- Virtual International Authority File: 52318903
- WorldCat: E39PBJj4rdqPRkmbYQ7jHc7mBP